# The Amazing Spider-Man (banda sonora)
«The Amazing Spider-Man (Music from the Motion Picture)» es la banda sonora de la película The Amazing Spider-Man (2012) dirigida por Marc Webb. Fue compuesta y dirigida por James Horner, y lanzada el 25 de junio de 2012, por medio de Sony Classical.

## Información
Horner fue contratado para componer la música del largometraje gracias a que el director Marc Webb describió su manera de componer como «espectacular». Webb dijo que quería encontrar un compositor para «entender tanto la grandeza como la intimidad», y pensó que Horner era un genio para ello: «Yo quiero una banda sonora que provoque emociones fuertes, pero a la vez románticas e inocentes», declaró Webb en una entrevista para WonderCon, un festival dedicado a la publicación de cómics de ciencia ficción.

## Lista de canciones
| The Amazing Spider-Man (Music from the Motion Picture) |                                          |          |  |
| N.º                                                    | Título                                   | Duración |  |
| 1.                                                     | «Main Title - Young Peter»               | 4:54     |  |
| 2.                                                     | «Becoming Spider-Man»                    | 4:16     |  |
| 3.                                                     | «Playing Basketball»                     | 1:22     |  |
| 4.                                                     | «Hunting for Information»                | 2:24     |  |
| 5.                                                     | «The Briefcase»                          | 3:14     |  |
| 6.                                                     | «The Spider Room - Rumble in the Subway» | 3:20     |  |
| 7.                                                     | «Secrets»                                | 2:30     |  |
| 8.                                                     | «The Equation»                           | 4:22     |  |
| 9.                                                     | «The Ganali Device»                      | 2:28     |  |
| 10.                                                    | «Ben's Death»                            | 5:41     |  |
| 11.                                                    | «Metamorphosis»                          | 1:25     |  |
| 12.                                                    | «Rooftop Kiss»                           | 2:34     |  |
| 13.                                                    | «The Bridge»                             | 5:15     |  |
| 14.                                                    | «Peter's Suspicions»                     | 3:01     |  |
| 15.                                                    | «Making a Silk Trap»                     | 2:52     |  |
| 16.                                                    | «Lizard at School!»                      | 2:57     |  |
| 17.                                                    | «Saving New York»                        | 7:52     |  |
| 18.                                                    | «Oscorp Tower»                           | 3:22     |  |
| 19.                                                    | «"i can't see you anymore"»              | 6:50     |  |
| 20.                                                    | «Promises - End Titles»                  | 4:52     |  |

## Rendimiento en listas
| Año  | Chart                | Posición |
| ---- | -------------------- | -------- |
| 2012 | Spanish Albums Chart | 97       |